# ألي كلارك
ألي كلارك (بالإنجليزية: Allie Clark)‏ هو لاعب كرة قاعدة أمريكي، ولد في 16 يونيو 1923 في ساوث أمبوي في الولايات المتحدة، وتوفي في 2 أبريل 2012 في سايرفيل في الولايات المتحدة.

## وصلات خارجية
- ألي كلارك على موقعبيزبول رفرنس.كوم (الدوري الرئيسي) (الإنجليزية)
- ألي كلارك على موقعبيزبول رفرنس.كوم (الدوري الثانوي) (الإنجليزية)